# كعكة عصر

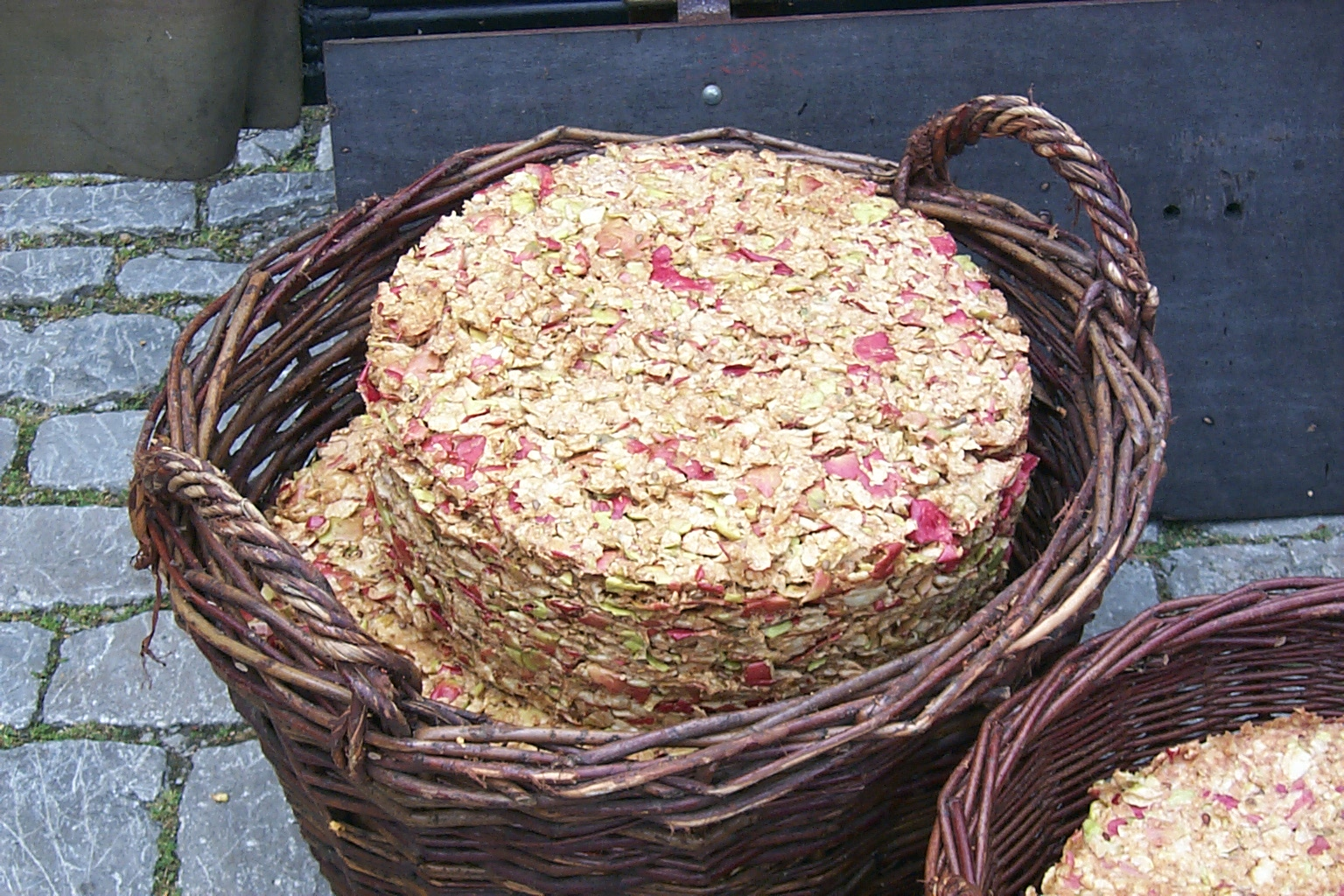
كعكة ناتجة من عصر التفاح

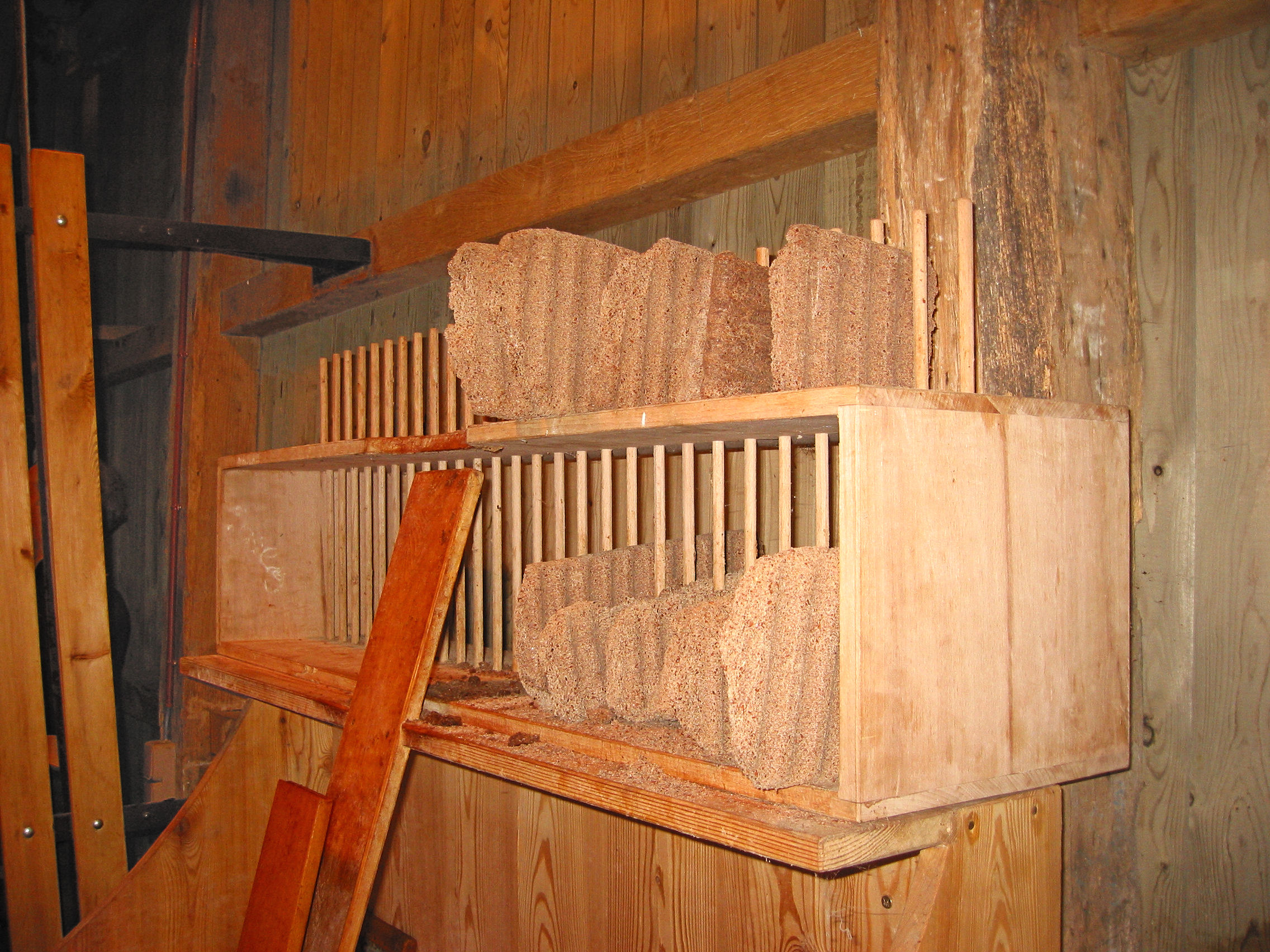
كعكات العصر

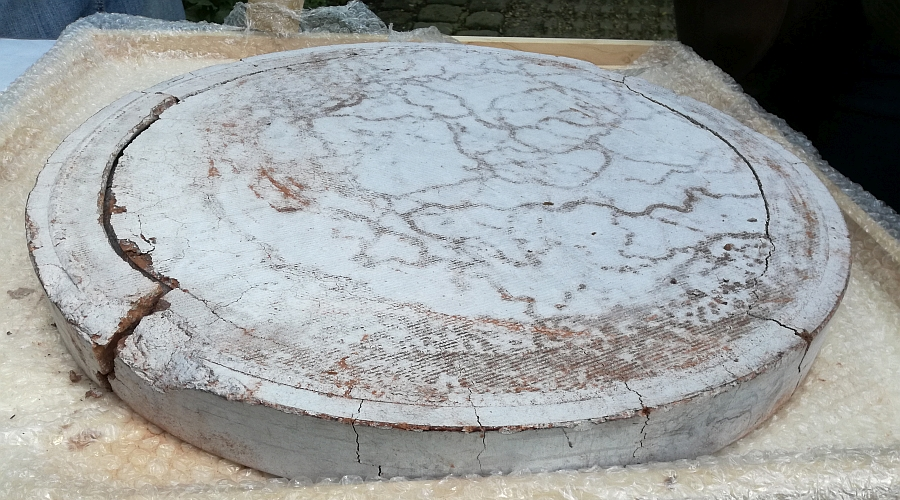
كعكة عصر بذور الشيكولاته

كعكة العصر أو كعكة الزيت (بالإنجليزية: Press cake)‏ هي المواد الصلبة المتبقية بعد تعريض البذور للعصر بغرض استخراج السوائل. ومن أكثر استخداماتهم شيوعًا هو علف الحيوانات.
بعض الأطعمة التي ينتج عن تصنيعها كعكات العصر هي زيت الزيتون عند عصر الزيتون، وزيت الفول السوداني عند عصر الفول السوداني، ولقشدة جوز الهند والحليب عند عصر لحم جوز الهند، وعصير التفاح عند عصر التفاح، وحليب فول الصويا عند عصر فول الصويا. ويستخدم الحليب لصنع التوفو أو الزيت. تأتي كعكات الضغط الشائعة الأخرى من بذور الكتان وبذور القطن وبذور عباد الشمس والمستخدمة في استخراج الزيوت. ومع ذلك، قد تكون بعض أنواع الكعكات المعينة سامة، وتستخدم بدلاً من ذلك كسماد، على سبيل المثال تحتوي بذور القطن على صبغة سامة، كالجوسيبول، ويجب إزالتها قبل المعالجة.

## استخدامات
في نيبال، يتم استخدام كعكة الزيت من الجوز الفارسي لأغراض الطهي، ويتم وضعهاأيضًا على الجبين لعلاج الصداع. في بعض المناطق يتم استخدامها كوقود للغلايات كوسيلة لخفض تكاليف الطاقة، وهو مناسب تمامًا لهذا.